# Большой противолодочный корабль

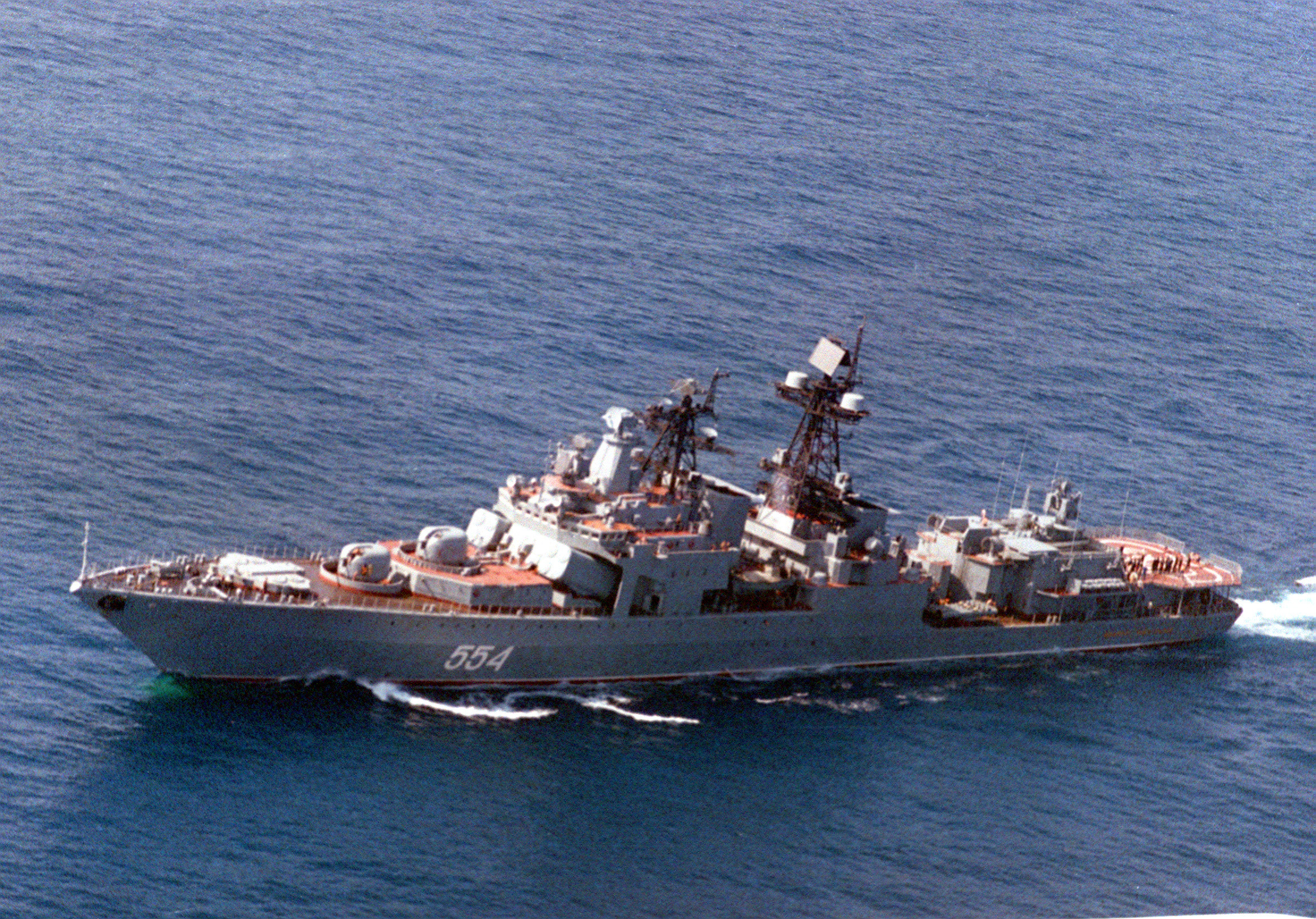
БПК проекта 1155 «Адмирал Виноградов».

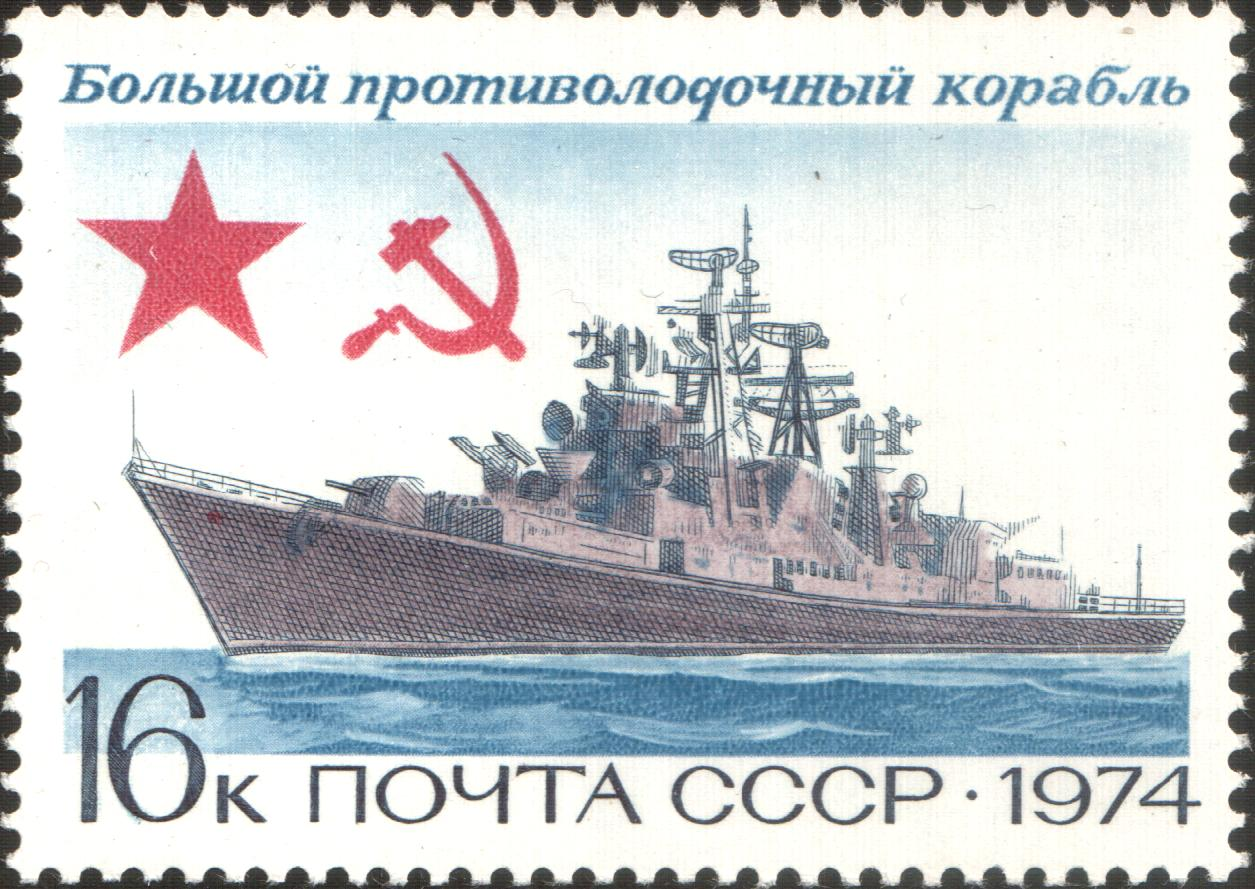
Почтовая марка СССР (1974 год).

Большой противолодочный корабль (БПК) — класс противолодочных кораблей советского и российского военно-морских флотов вооружённых сил Союза и России, введённый 19 мая 1966 года. 
В соответствии с названием корабли класса предназначены прежде всего для борьбы с подводными лодками вероятного противника в океанской зоне. В военно-морских силах других государств класса больших противолодочных кораблей не существовало, советские БПК 1-го ранга классифицировались западными справочниками как крейсера (например, БПК «Керчь») или эсминцы (например, БПК «Адмирал Пантелеев»), а БПК 2-го ранга именовались фрегатами.
В Союзе ССР к классу БПК относили боевые корабли специальной постройки проектов 61, 1134А, 1134Б, 1155, 1155.1 а также переоборудованные из других классов корабли проектов 56-ПЛО и 57-А. На 2014 год в составе ВМФ Вооружённых Сил Российской Федерации продолжают нести боевую службу 9 больших противолодочных кораблей (типов 1155(8) и 1155.1(1)).